# Metaksylem
Metaksylem – jeden z rodzajów drewna pierwotnego, powstający po protoksylemie. Tkanka ta zbudowana jest z komórek, które różnicują się w kierunku walca osiowego w korzeniu. Komórki metaksylemu mają najczęściej jamkowate ściany i większe średnice niż komórki protoksylemu. Komórki metaksylemu transportują wodę. Ich ściany komórkowe pokryte są zgrubieniami tworzącymi gęstą sieć. Często sieć zgrubień pokrywa większość powierzchni ściany. Takie naczynia określane są jako naczynia siatkowate. Dalszy rozrost sieci zgrubień prowadzi do powstania naczyń jamkowatych.